# Hope (British Columbia)
Hope ist eine Kleinstadt mit fast 6000 Einwohnern in der kanadischen Provinz British Columbia, die sich an der Grenze zwischen dem als Lower Mainland bezeichneten Küstengebiet und dem als Plateau bezeichneten trockenen Hinterland befindet. Sie liegt am Zusammenfluss von Fraser River und Coquihalla River am Ende eines Engpasses, des Fraser Canyon, der bei Lytton beginnt. Hier beginnt flussabwärts die als Lower Mainland bezeichnete Region, die bis an die Küste nach Vancouver reicht. Zwei Kilometer westlich vom Stadtzentrum im Ortsteil Silver Creek mündet der von Süden kommende Silverhope Creek in den Fraser River.

## Geschichte

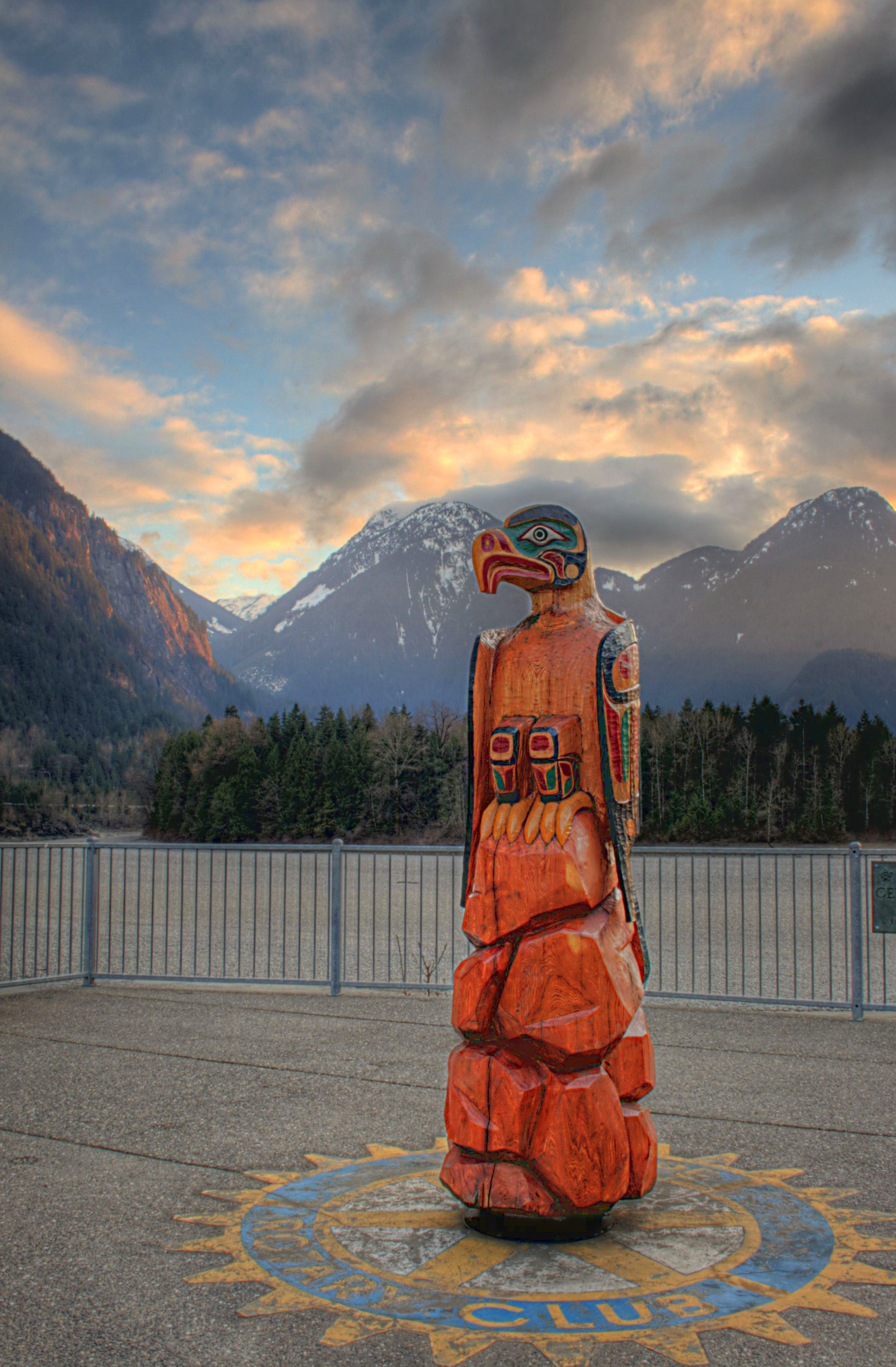
Totempfahl in Hope

|                       | Jan   | Feb   | Mär  | Apr   | Mai   | Jun  | Jul  | Aug  | Sep  | Okt  | Nov   | Dez   |   |         |
| Mittl. Tagesmax. (°C) | 3,8   | 6,7   | 11,3 | 15    | 18,4  | 20,7 | 23,8 | 24,5 | 21,2 | 14,6 | 7,2   | 3,9   | ⌀ | 14,3    |
| Mittl. Tagesmin. (°C) | −1,5  | 0,0   | 2,1  | 4,6   | 7,9   | 10,6 | 12,6 | 13,1 | 10,3 | 6,3  | 1,9   | −0,9  | ⌀ | 5,6     |
|                       |       |       |      |       |       |      |      |      |      |      |       |       |   |         |
| Niederschlag (mm)     | 281,1 | 208,3 | 174  | 145,2 | 106,3 | 93,1 | 64,4 | 53,5 | 98,5 | 191  | 309,8 | 283,1 | Σ | 2.008,3 |

| −1,5 |

| 0,0 |

| 2,1 |

| 4,6 |

| 7,9 |

| 10,6 |

| 12,6 |

| 13,1 |

| 10,3 |

| 6,3 |

| 1,9 |

| −0,9 |

| −1,5 |

| 0,0 |

| 2,1 |

| 4,6 |

| 7,9 |

| 10,6 |

| 12,6 |

| 13,1 |

| 10,3 |

| 6,3 |

| 1,9 |

| −0,9 |

### Frühgeschichte
Die Region wurde von Menschen bereits in der Milliken-Phase (7500 bis 6000 vor Christus) aufgesucht. Die Region ist die Grenze zwischen den Kulturräumen der Küstenbewohner und der Plateaubewohner. Vor allem die Stó:lō zogen flussaufwärts und fingen in den fischreichen Fanggründen vor allem Lachs.

### Pelzhandel und Goldrausch
Simon Fraser kam bereits 1808 über den Fraser River in das Gebiet des heutigen Hope, doch erst 1848 wurde der schwer begehbare Hope Trail eröffnet. Mit dem Fraser-Canyon-Goldrausch begann 1858 eine massenhafte Zuwanderung, vor allem von Männern aus Kalifornien. Noch im selben Jahr wurde ein schwieriger Pfad von Bellingham Bay gebaut, 1859 ließ Gouverneur James Douglas einen Pfad in die nördlich gelegenen Gebiete bauen, um die Goldschürfer dorthin zu bringen. Die Männer kamen hierher, um weiter nordwärts zu ziehen, ins Cariboo-Gebiet. Die meisten kamen per Schiff den Fraser River herauf. Ab Yale begann zeitweise die Cariboo Road (auch Cariboo Wagon Road oder Great North Road genannt). Der Planwagenpfad führte über Barkerville, Lytton, Ashcroft und Quesnel, dann weiter zum Williams Creek. 1860 eröffneten Edgar Dewdney und Walter Moberly den Dewdney Trail von Hope nach Similkameen (heute verläuft hier Highway drei).

### Verkehrsanbindung

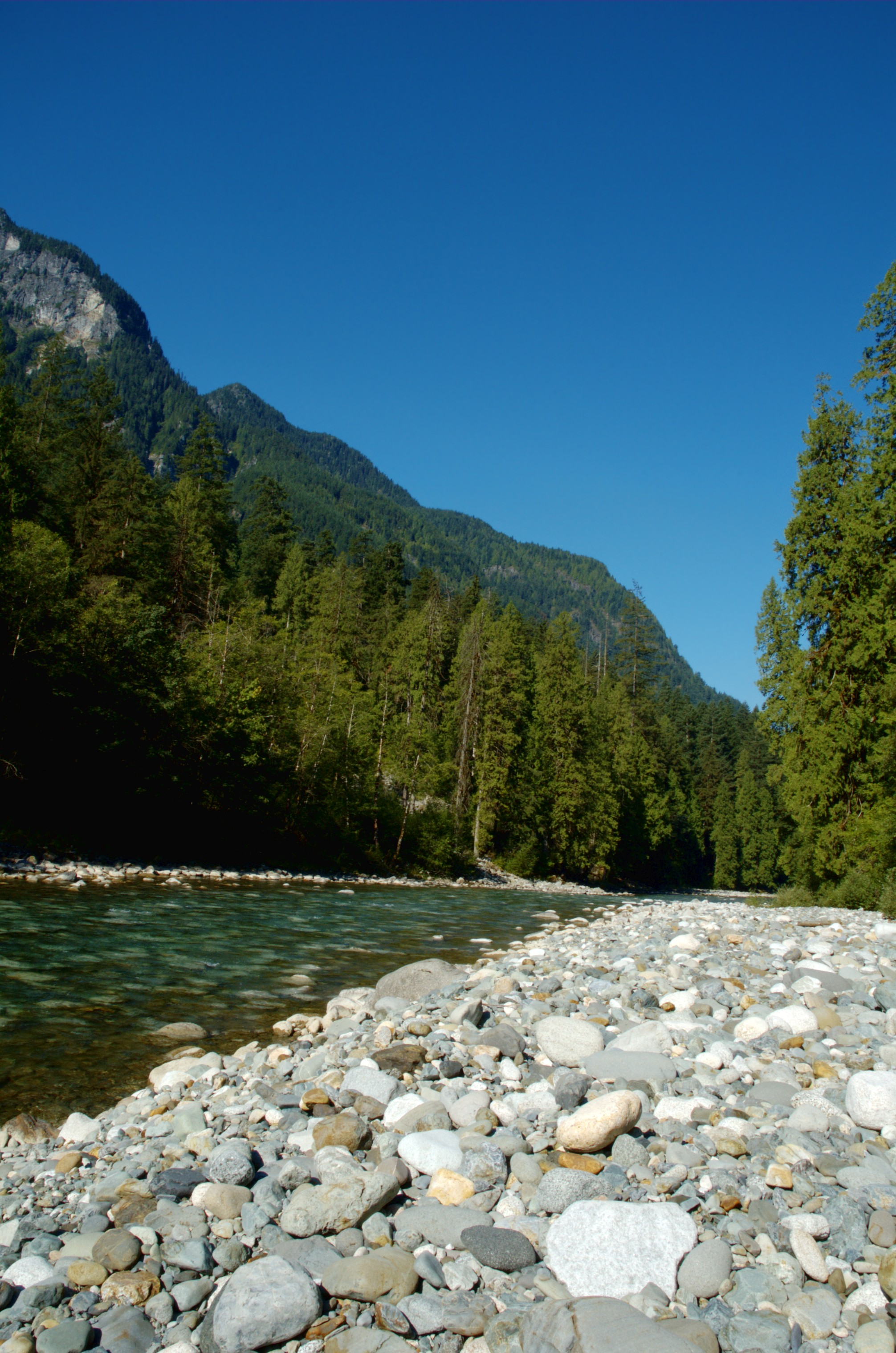
Der Coquihalla bei Hope

Dennoch ging der Goldrausch weitgehend an Hope vorbei, ebenso der Eisenbahnbau von 1880 bis 1888. Diese Canadian-Pacific-Railway-Bahnlinie durchquerte ganz Kanada, doch kam sie vor allem Yale zugute. Erst 1889 baute man in Hope, obwohl der Eisenbahnbau einen großen Holzbedarf hervorrief, die erste Sägemühle. Erst 1911 bis 1918 entstand die Kettle Valley Railway mit fünf aufwändigen Tunneln und mehreren Brücken, den Quintette Tunnels durch den Coquihalla Canyon. Wie riskant diese Streckenkonstruktionen waren, zeigte sich 1913 beim Bau der Great Northern Railway auf der Ostseite des Fraser Canyon. Am Hell’s Gate (Höllentor) zerstörte ein Erdrutsch die gesamte Konstruktion. Erst ab den 1950er Jahren gibt es dort eine sichere Straße. Dennoch überspannte ab 1914 die Kettle Valley Railway Bridge den Fraser River bei Hope, wo die Great Northern Railway 1916 einen Bahnhof fertigstellte. 1929 wurde die Siedlung erst zum Dorf (Village) erklärt, das allerdings 1942 durch einen riesigen Waldbrand in Gefahr geriet. Im selben Jahr wurde im nahe gelegenen Sunshine Valley ein Internierungslager für japanischstämmige Kanadier eingerichtet, weil diese nach dem Angriff auf Pearl Harbor als Kriegsgegner galten.
Nach dem Zweiten Weltkrieg gerieten die kanadischen Bahnen in eine bis heute anhaltende Krise, der 1959 auch die Kettle Valley Railway Line zum Opfer fiel; sie wurde geschlossen. 1965, als Hope zur Stadt wurde, ereignete sich auch der größte Erdrutsch (Bergsturz) in der überlieferten Geschichte British Columbias, bekannt als „Hope Slide“. Highway drei musste geschlossen werden. Doch noch im selben Jahr wurde der Trans-Canada Highway (Highway eins) fertiggestellt, 1978 der Coquihalla Highway (Highway fünf) begonnen. Allerdings ist er bis heute häufig wegen starken Schneefalls oder wegen Erdrutschen geschlossen.
Mit der Einrichtung der Skagit Valley Recreation Area begann 1972 der Naturtourismus. Ihm folgte 1984, schon viel deutlicher mit ökologischem Schwerpunkt, der Alexandra Bridge Provincial Park. 1992 wurde aus der Stadt der District of Hope.

## Demographie
Der Zensus im Jahr 2011 ergab für die kleine Stadt eine Bevölkerungszahl von 5969 Einwohnern. Die Bevölkerung hatte dabei im Vergleich zum Zensus von 2006 um 3,5 Prozent abgenommen, während die Bevölkerung in British Columbia gleichzeitig um 7,0 Prozent anwuchs.

## Verkehr
Etwa fünf Kilometer westlich der Gemeinde befindet sich der Flugplatz (IATA-Code: YHE, ICAO-Code: CYHE, TC-LID: –). Der Flugplatz hat nur eine asphaltierte Start- und Landebahn von 1207 Meter Länge.
An der örtlichen Bahnstation stoppt der transkontinentale Fernverkehrszug The Canadian der Gesellschaft VIA Rail auf seiner Fahrt zwischen Toronto und Vancouver.
Öffentlicher Personennahverkehr wird örtlich/regional durch das „Hope Regional Transit System“ angeboten, das von BC Transit in Kooperation betrieben wird. Das System beinhaltet auch eine Verbindung über Yale nach Kent („Agassiz“).

## Wirtschaft
Das Durchschnittseinkommen der Beschäftigten in Hope lag im Jahr 2006 bei 21.305 Kanadischen Dollar, während es in der Provinz British Columbia 24.867 Kanadische Dollar betrug.

## Aktuelle Situation
Nach einer längeren Zeit verhaltenen Wachstums kam es dann am 4. März 1929 zur Gründung der politischen Gemeinde (Village Municipality) und der damit verbundenen Zuerkennung der kommunalen Selbstverwaltung.
Wie in vielen Orten British Columbias nimmt auch in Hope der Tourismus beständig zu. Neben den Naturschönheiten, die sich für Wanderer, Rafter, Kajakfahrer am leichtesten erschließen (zum Beispiel der Coquihalla Canyon Provincial Park), bietet der Ort selbst seine Geschichte dar. Das gilt für das Hope Museum, aber auch die Historic Christ Church Anglican von 1861. Daneben gelten die Hope Arts Gallery und der Japanese Friendship Garden im Memorial Park sowie 20 große Holzstatuen als Attraktionen. Hope dürfte einer der wenigen Orte sein, in dem Kettensägen-Schnitzen in Gebrauch ist (chainsaw carving).

## Trivia
Die Filme Rambo (First Blood, 1982) mit Sylvester Stallone, Mörderischer Vorsprung mit Sidney Poitier und K2 – Das letzte Abenteuer mit Michael Biehn wurden in und um Hope gedreht. Dabei war Hope Dreh- aber nicht Handlungsort. Letzterer war eine fiktive Stadt Hope im nahen US-Bundesstaat Washington.